# Daïra de Héliopolis
La daïra de Héliopolis est une circonscription administrative algérienne située dans la wilaya de Guelma. Son chef-lieu est situé sur la commune éponyme de Héliopolis.
La daïra regroupe les 3 communes:
- Héliopolis
- El Fedjoudj
- Bouati Mahmoud